# جيم سكوت (سياسي)
جيم سكوت (بالإنجليزية: Jim Scott)‏ هو سياسي أمريكي، ولد في 11 يونيو 1938 بجالاكس في الولايات المتحدة، وتوفي في 13 أبريل 2017 في الولايات المتحدة بسبب مرض آلزهايمر. حزبياً، نشط في الحزب الديمقراطي.

## وصلات خارجية
- الموقع الرسمي